# Andropolia australiae
Andropolia australiae är en fjärilsart som beskrevs av Augustus Radcliffe Grote. Andropolia australiae ingår i släktet Andropolia och familjen nattflyn. Inga underarter finns listade i Catalogue of Life.